# Jeru (Tumpang)
Jeru is een bestuurslaag in het regentschap Malang van de provincie Oost-Java, Indonesië. Jeru telt 6544 inwoners (volkstelling 2010).